# Espalda adentro

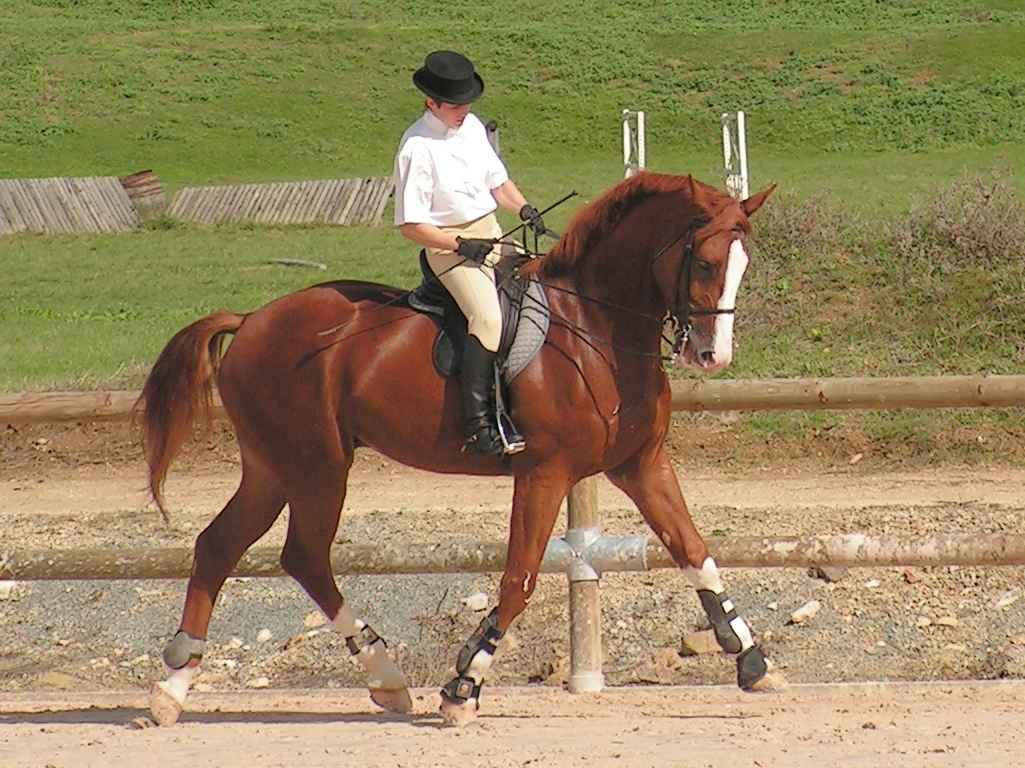
Movimiento de espalda adentro, aunque desde esta perspectiva no se aprecia plenamente.

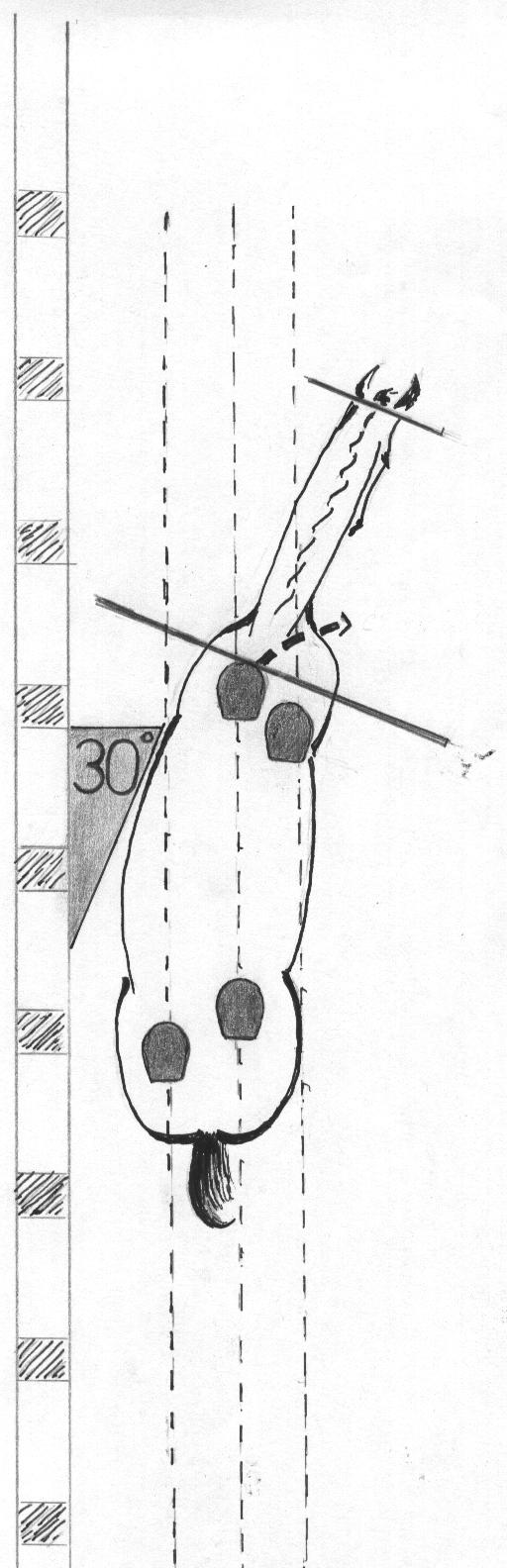
El caballo, moviéndose en tres alineaciones, se dobla en la dirección del desplazamiento, en un ángulo de 30° desde la dirección de partida, con el cuello recto.

El movimiento denominado espalda adentro es un término ecuestre con el que se denomina un ejercicio que se utiliza en la doma de un caballo, con el que se consigue que el animal describa una trayectoria sobre un eje en tres pistas incurvando sus espaldas hacia el lado interior y manteniendo la grupa en línea recta. La mano exterior y el pie interior ha de pasar por la misma pista mientras que la mano interior por la pista de más adentro y el pie exterior por la pista de más afuera.

## Historia
En el siglo XVII, Antoine de Pluvinel utilizó el ejercicio básico de la espalda adentro para aumentar la flexibilidad del caballo y conseguir que el animal se acostumbre a reconocer las órdenes del jinete, especialmente las efectuadas con las piernas, mejorando su obediencia. Independientemente, el duque de Newcastle desarrolló el mismo ejercicio. En el siglo XVIII, el maestro de equitación francés François Robichon de la Guérinière adaptó el movimiento para su uso en trayectorias rectas.

## Descripción
Se trata de un ejercicio de movilidad lateral que se utiliza para provocar que el caballo progrese hacia delante flexionando el dorso, acostumbrándolo a situar el pie interno debajo del cuerpo con facilidad. Esto provocará en el caballo la actitud de ir hacia adelante con lentitud. El ejercicio se realiza fijando la rienda exterior y colocando la pierna exterior adelantada, controlando la espalda del caballo. La pierna exterior incita a avanzar al caballo, mientras que la rienda interior se utiliza para controlar el grado de desplazamiento lateral si el caballo lo necesita. El caballo nunca debe perder el ritmo posteriormente adquirido en la cadencia de sus pasos. La incurvación del caballo debe asemejar la iniciación de un círculo, con la cara del caballo ligeramente hacia adentro, y permaneciendo siempre dentro de la vertical.
Para algunos autores, se trata de una "lección clave" de la doma, debiendo incluirse en las rutinas diarias de adiestramiento.